# هارمونی (وایومنیگ)
هارمونی (به انگلیسی: Harmony) یک منطقهٔ مسکونی در ایالات متحده آمریکا است که در شهرستان آلبانی، وایومینگ واقع شده‌است.